# Reichenbach (Regen)
Reichenbach (Regen) este o comună din districtul Cham, landul Bavaria, Germania.